# Јасеновац (Кнежеви Виногради)
Јасеновац је насељено место у Барањи, у саставу општине Кнежеви Виногради, Осјечко-барањска жупанија, Република Хрватска.

## Историја
До територијалне реорганизације у Хрватској насеље се налазило у саставу старе општине Бели Манастир.

## Становништво
Насеље је према попису становништва из 2011. године имало 35 становника.
| Националност       | 1991.        |
| Хрвати             | 116 (67,83%) |
| Срби               | 22 (12,86%)  |
| Југословени        | 17 (9,94%)   |
| Мађари             | 6 (3,50%)    |
| остали и непознато | 10 (5,84%)   |
| Укупно             | 171          |